# 677772 Bettonvil
677772 Bettonvil este o planetă minoră (asteroid) din centura de asteroizi. A fost descoperită pe 18 octombrie 2012 la Piszkéstetői Obszervatórium⁠(d) de Krisztián Sárneczky⁠(d). 
Obiectul prezintă o orbită caracterizată de o semiaxă mare de 2,3051837352325 UAi, o excentricitate de 0,1711757734604, o înclinație de 10,106593279022 ° în raport cu ecliptica.